# George Wallace
George Corley Wallace (1919. augusztus 25. – 1998. szeptember 13.) amerikai politikus, a déli Alabama állam kormányzója (1963–67, 1971–75, 1975–79, 1983–87), a Demokrata Párt elnökjelöltje (1968) illetve elnökjelölt-jelöltje (1964, 1972, 1976).

## Fiatalkora
1942-ben jogi diplomát szerzett. Még ebben az évben belépett a hadseregbe, részt vett a második világháborúban, Japánban. 1946-ban Alabama állam képviselőházának tagjává választották. 1952-ben bíró lett. Ezekben az években Alabamában fontos polgárjogi megmozdulások zajlottak - a legismertebb a Rosa Parks által 1955-ben indított montgomeryi buszbojkott, amely során Martin Luther King helyi lelkészből országosan ismert civil vezetővé vált -, rendőri fellépéssel és perekkel, amelyekben a bírókra fontos szerep hárult. Wallacet úgy ismerték, mint aki viszonylag liberális elveket követ az ilyen ügyekben.

## Alabama kormányzója
1958-ban versenybe szállt Alabama állam kormányzójának. Elvesztette a választást John Pattersonnal szemben. Patterson élvezte a Ku-Klux-Klan támogatását, míg Wallace a szervezet ellen lépett fel. Az elvesztett választás után levonta a következtetést: azért veszített, mert az ellenfele rasszistább kampányt folytatott, és legközelebb ő fog rasszistább kampányt folytatni („You know why I lost that governor’s race? … I was outniggered by John Patterson. I tell you here and now, I will never be outniggered again.”)
1962-ben megválasztották kormányzónak (1963-67). Beiktatása után meghirdette programját: „szegregáció most, szegregáció holnap, szegregáció mindig”.

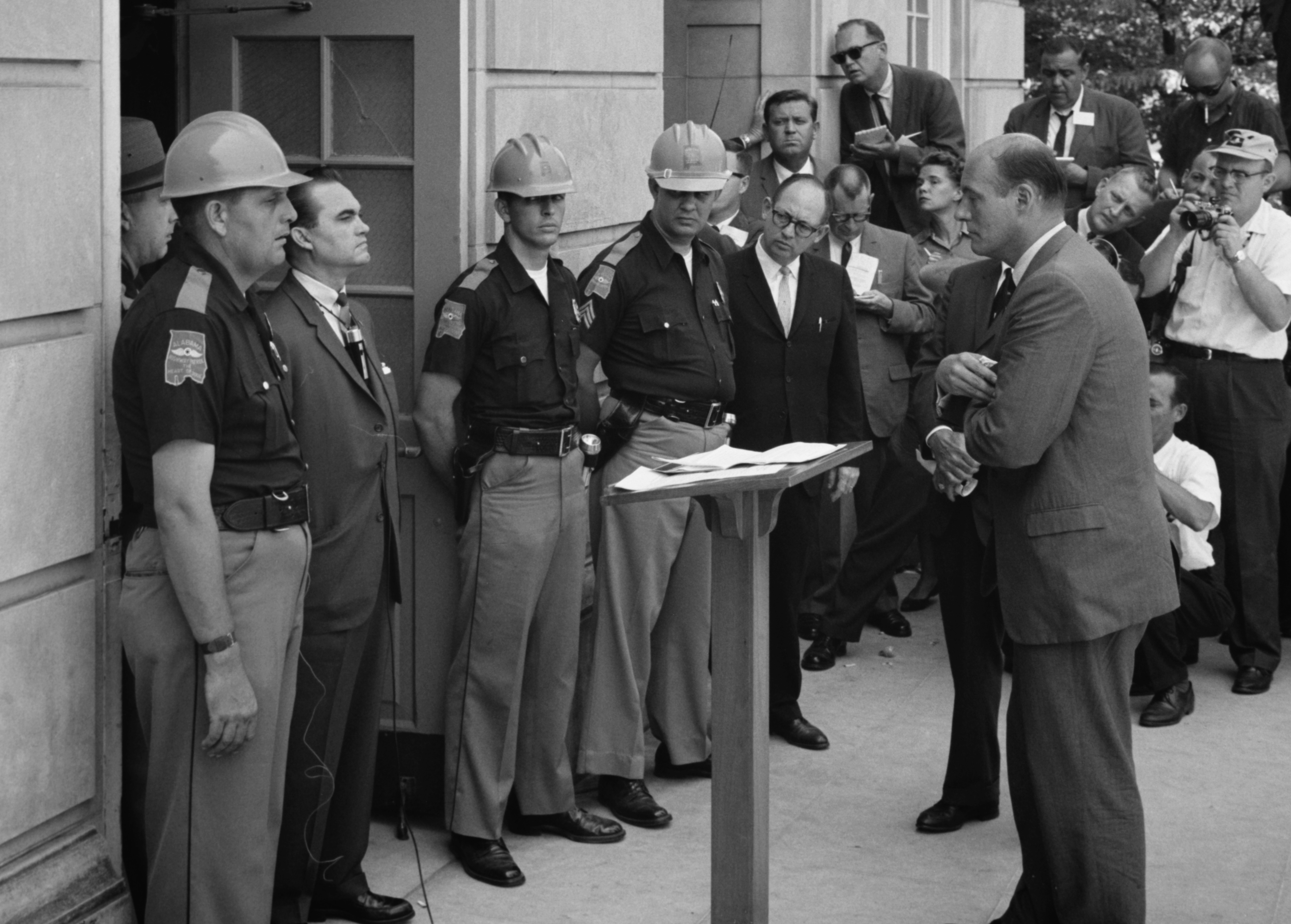
Wallace elállja az utat az egyetem kapujában

1963 nyarán, programjának megfelelően, személyesen próbálta megakadályozni, hogy fekete diákok bejussanak az egyetemre: el akarta állni az utat a kapuban („Stand in the Schoolhouse Door”). John F. Kennedy elnök parancsára katonák állították félre. A történtek országosan ismert politikussá tették.
1966-ban nem indulhatott a választáson, mert az állam alkotmánya kizárta, hogy valaki egymást követő két ciklusban legyen kormányzó. Felesége, Lurleen Wallace indult és nyert a választáson. Ő volt az első női kormányzó Alabamában. 1968-ban felesége betegségben meghalt.
1970-ben ismét megválasztották kormányzónak (1971-75). Ebben az időszakban módosították az alkotmányt, hogy lehessen egymást követő két ciklusban kormányzó.
1974-ben harmadszor is megválasztották kormányzónak (1975-79).
1978-ban nem indulhatott a választáson Alabama kormányzójának, mert az állam alkotmánya kizárta, hogy valaki egymást követő három ciklusban legyen kormányzó.
1982-ben negyedszer is megválasztották kormányzónak (1983-87).

## Az Egyesült Államok elnökjelöltje
Miután 1963 nyarán országosan ismert politikussá vált, többször is elindult az Egyesült Államok elnökjelöltjének.
1964-ben a Demokrata Párt szállt versenybe. Lyndon B. Johnson, az egy évvel korábban meggyilkolt Kennedy alelnöke és utóda lett a párt elnökjelöltje, majd az USA elnöke.
1968-ban független elnökjelöltként indult a választáson. 10 millió szavazatot, 13,5%-ot szerzett. A republikánus párti Richard Nixon nyerte meg a választást.
1972-ben harmadszor is versenybe szállt, ismét a Demokrata Pártban. Puhított szegregáció-párti politikáján. Felmérések szerint nagy népszerűségnek örvendett. Egyik kampány rendezvényén egy hírnévre vágyó, nem politikailag motivált merénylő több lövéssel megsebesítette. Túlélte a merényletet, de deréktól lefelé lebénult, kerekesszékbe kényszerült. A versenyből kiesett. George McGovern lett a párt elnökjelöltje. Ismét Nixon lett az USA elnöke.
1976-ban negyedszer is versenybe szállt, ismét a Demokrata Pártban. Jimmy Carter lett a párt elnökjelöltje, majd az USA elnöke.

## Késői évek
Utolsó éveiben nyilvánosan visszavonta rasszista kijelentéseit, és kérte a feketék megbocsátását.

## Emlékezete
Miután négyszer is sikertelenül szállt versenybe az Egyesült Államok elnökének, ugyanakkor jelentős hatással volt az országos politika alakulására, a 20. századi amerikai politika „legbefolyásosabb vesztesének” nevezik.
Az 1972-ben ellene elkövetett merénylet adta az alapját a Taxisofőr (1976) történetének.
Az 1963-as próbálkozása, hogy megakadályozza, hogy fekete diákok bejussanak az egyetemre, majd az 1972-ben ellene elkövetett merénylet feltűnik a Forrest Gumpban (1994) is.

## Fordítás
- Ez a szócikk részben vagy egészben  a   George Wallace című angol Wikipédia-szócikk fordításán alapul.  Az eredeti cikk szerkesztőit annak laptörténete sorolja fel. Ez a jelzés csupán a megfogalmazás eredetét és a szerzői jogokat jelzi, nem szolgál a cikkben szereplő információk forrásmegjelöléseként.